# تشارلز مارلي أندرسون
تشارلز مارلي أندرسون هو محامي وسياسي أمريكي، ولد في 5 يناير 1845 في ميفلينبورغ في الولايات المتحدة، وتوفي في 28 ديسمبر 1908 في غرينفيل في الولايات المتحدة. نشط حزبياً في الحزب الديمقراطي. وقد انتخب عضو مجلس النواب الأمريكي ‏.